# London Grand Prix 2016
Navigation
Édition précédente Édition suivante
Le London Grand Prix 2016 ou Sainsbury’s Anniversary Games 2016 s'est déroulé les 22 et 23 juillet 2016 au Stade olympique de Londres. Il s'agit de la dixième étape de la Ligue de diamant 2016.

## Faits marquants
L'Américaine Kendra Harrison bat le record du monde du 100 m haies en 12 s 20, améliorant les 12 s 21 de la Bulgare Yordanka Donkova de 1988.

## Résultats

### Hommes
| Rang | Athlète          | Temps   | Points |
| ---- | ---------------- | ------- | ------ |
| 1    | Jimmy Vicaut     | 10 s 02 | 10     |
| 2    | Isiah Young      | 10 s 07 | 6      |
| 3    | Churandy Martina | 10 s 10 | 4      |
| 4    | Marvin Bracy     | 10 s 11 | 3      |
| 5    | Julian Forte     | 10 s 11 | 2      |
| 6    | Chijindu Ujah    | 10 s 16 | 1      |

| Rang | Athlète               | Temps              | Points |
| ---- | --------------------- | ------------------ | ------ |
| 1    | Pierre-Ambroise Bosse | 1 min 43 s 88 (SB) | 10     |
| 2    | Brandon McBride       | 1 min 43 s 95 (PB) | 6      |
| 3    | Ferguson Rotich       | 1 min 44 s 38      | 4      |
| 4    | Nijel Amos            | 1 min 44 s 66 (SB) | 3      |
| 5    | Jeff Riseley          | 1 min 45 s 13 (SB) | 2      |
| 6    | Thijmen Kupers        | 1 min 45 s 23 (PB) | 1      |

| Rang | Athlète         | Temps               | Points |
| ---- | --------------- | ------------------- | ------ |
| 1    | Mo Farah        | 12 min 59 s 29 (WL) | 10     |
| 2    | Andrew Butchart | 13 min 14 s 85      | 6      |
| 3    | Bernard Lagat   | 13 min 14 s 96 (SB) | 4      |
| 4    | Isiah Koech     | 13 min 15 s 44      | 3      |
| 5    | Ryan Hill       | 13 min 15 s 59 (SB) | 2      |
| 6    | Ben True        | 13 min 16 s 63      | 1      |

| Rang | Athlète          | Temps        | Points |
| ---- | ---------------- | ------------ | ------ |
| 1    | Kerron Clement   | 48 s 40 (SB) | 10     |
| 2    | Javier Culson    | 48 s 63 (SB) | 6      |
| 3    | Yasmani Copello  | 48 s 70      | 4      |
| 4    | L. J. van Zyl    | 48 s 92      | 3      |
| 5    | Jack Green       | 48 s 99      | 2      |
| 6    | Sebastian Rodger | 49 s 35      | 1      |

| Rang | Athlète           | Marque | Points |
| ---- | ----------------- | ------ | ------ |
| 1    | Gao Xinglong      | 8,11 m | 10     |
| 2    | Damar Forbes      | 8,05 m | 6      |
| 3    | Michael Hartfield | 8,01 m | 4      |
| 4    | Wang Jianan       | 7,91 m | 3      |
| 5    | Tyrone Smith      | 7,78 m | 2      |
| 6    | Michel Tornéus    | 7,77 m | 1      |

| Rang | Athlète          | Marque           | Points |
| ---- | ---------------- | ---------------- | ------ |
| 1    | Christian Taylor | 17,78 m (WL, MR) | 10     |
| 2    | Chris Carter     | 16,89 m          | 6      |
| 3    | Dong Bin         | 16,85 m          | 4      |
| 4    | Chris Benard     | 16,73 m          | 3      |
| 5    | Alexis Copello   | 16,63 m          | 2      |
| 6    | Harold Correa    | 16,56 m          | 1      |

| Rang | Athlète         | Marque       | Points |
| ---- | --------------- | ------------ | ------ |
| 1    | Joe Kovacs      | 22,04 m      | 10     |
| 2    | Tom Walsh       | 21,54 m (SB) | 6      |
| 3    | David Storl     | 21,39 m (SB) | 4      |
| 4    | Darrell Hill    | 21,24 m      | 3      |
| 5    | Kurt Roberts    | 20,80 m      | 2      |
| 6    | Tomasz Majewski | 20,33 m      | 1      |

| Rang | Athlète         | Marque  | Points |
| ---- | --------------- | ------- | ------ |
| 1    | Jakub Vadlejch  | 85,72 m | 10     |
| 2    | Keshorn Walcott | 83,60 m | 6      |
| 3    | Hamish Peacock  | 82,94 m | 4      |
| 4    | Johannes Vetter | 82,89 m | 3      |
| 5    | Lars Hamann     | 81,62 m | 2      |
| 6    | Julian Weber    | 80,29 m | 1      |

### Femmes
| Rang | Athlète          | Temps         | Points |
| ---- | ---------------- | ------------- | ------ |
| 1    | Dafne Schippers  | 22 s 13       | 10     |
| 2    | Tiffany Townsend | 22 s 63 (=SB) | 6      |
| 3    | Joanna Atkins    | 22 s 64       | 4      |
| 4    | Jeneba Tarmoh    | 22 s 81 (SB)  | 3      |
| 5    | Jodie Williams   | 22 s 99       | 2      |
| 6    | Shalonda Solomon | 23 s 11       | 1      |

| Rang | Athlète                 | Temps        | Points |
| ---- | ----------------------- | ------------ | ------ |
| 1    | Shaunae Miller          | 49 s 55 (WL) | 10     |
| 2    | Stephenie Ann McPherson | 50 s 40      | 6      |
| 3    | Natasha Hastings        | 50 s 49      | 4      |
| 4    | Francena McCorory       | 50 s 73      | 3      |
| 5    | Christine Ohuruogu      | 51 s 05 (SB) | 2      |
| 6    | Floria Gueï             | 51 s 39      | 1      |

| Rang | Athlète          | Temps                  | Points |
| ---- | ---------------- | ---------------------- | ------ |
| 1    | Laura Muir       | 3 min 57 s 49 (MR, NR) | 10     |
| 2    | Sifan Hassan     | 4 min 00 s 87 (SB)     | 6      |
| 3    | Meraf Bahta      | 4 min 02 s 62 (SB)     | 4      |
| 4    | Laura Weightman  | 4 min 02 s 66 (SB)     | 3      |
| 5    | Axumawit Embaye  | 4 min 03 s 05 (SB)     | 2      |
| 6    | Amanda Eccleston | 4 min 03 s 25 (PB)     | 1      |

| Rang | Athlète         | Temps        | Points |
| ---- | --------------- | ------------ | ------ |
| 1    | Kendra Harrison | 12 s 20 (WR) | 10     |
| 2    | Brianna Rollins | 12 s 57      | 6      |
| 3    | Kristi Castlin  | 12 s 59      | 4      |
| 4    | Nia Ali         | 12 s 63      | 3      |
| 5    | Alina Talay     | 12 s 66      | 2      |
| 6    | Tiffany Porter  | 12 s 70 (SB) | 1      |

| Rang | Athlète                | Temps              | Points |
| ---- | ---------------------- | ------------------ | ------ |
| 1    | Habiba Ghribi          | 9 min 21 s 35 (SB) | 10     |
| 2    | Stephanie Garcia       | 9 min 26 s 26 (SB) | 6      |
| 3    | Purity Cherotich Kirui | 9 min 30 s 95      | 4      |
| 4    | Aisha Praught          | 9 min 31 s 75 (PB) | 3      |
| 5    | Shalaya Kipp           | 9 min 34 s 12      | 2      |
| 6    | Sara Louise Treacy     | 9 min 39 s 41 (PB) | 1      |

| Rang | Athlète                   | Marque       | Points |
| ---- | ------------------------- | ------------ | ------ |
| 1    | Ruth Beitia               | 1,98 m (=SB) | 10     |
| 2    | Mirela Demireva           | 1,95 m       | 6      |
| 3    | Katarina Johnson-Thompson | 1,95 m (PB)  | 4      |
| 4    | Kamila Licwinko           | 1,95 m       | 3      |
| 5    | Levern Spencer            | 1,92 m       | 2      |
| 6    | Eleanor Patterson         | 1,92 m       | 1      |

| Rang | Athlète             | Marque | Points |
| ---- | ------------------- | ------ | ------ |
| 1    | Ekateríni Stefanídi | 4,80 m | 10     |
| 2    | Yarisley Silva      | 4,72 m | 6      |
| 3    | Eliza McCartney     | 4,62 m | 4      |
| 4    | Holly Bradshaw      | 4,52 m | 3      |
| 5    | Michaela Meijer     | 4,52 m | 2      |
| 6    | Kirsten Brown       | 4,52 m | 1      |

| Rang | Athlète         | Marque       | Points |
| ---- | --------------- | ------------ | ------ |
| 1    | Sandra Perković | 69,94 m (MR) | 10     |
| 2    | Dani Samuels    | 64,10 m      | 6      |
| 3    | Jade Lally      | 61,65 m      | 4      |
| 4    | Whitney Ashley  | 60,20 m      | 3      |
| 5    | Nadine Müller   | 59,95 m      | 2      |
| 6    | Irina Rodrigues | 58,14 m      | 1      |

## Légende
Records et Performances
- AR : Record continental (area record)
- CR : Record des championnats (championship record)
- MR : Record du meeting (meet record)
- NR : Record national (national record)
- OR : Record olympique (olympic record)
- PR : Record paralympique (paralympic record)
- PB : Record personnel (personal best)
- SB : Meilleure performance personnelle de la saison (season's best)
- WL : Meilleure performance mondiale de l'année (world leader)
- WJR : Record du monde junior (world junior record)
- WR : Record du monde (world record)

Circonstances et Conditions
- DNF : N'a pas terminé (did not finish)
- DNS : N'a pas pris le départ (did not start)
- DQ : Disqualification (disqualification)
- NM : Aucun essai valable enregistré (No Mark)
- Q : Qualifié « directement » au prochain tour (ou à la prochaine compétition), lors d'une compétition majeure, grâce au classement ou à la réalisation des minima (automatic qualifier)
- q : Qualifié au prochain tour (ou à la prochaine compétition), lors d'une compétition majeure, grâce au repêchage ou à la réalisation de l'une des meilleures performances parmi celles des « non qualifiés directement » (grâce au meilleur temps ou à la meilleure distance par exemple) (secondary qualifier)